# Witold Kucharski

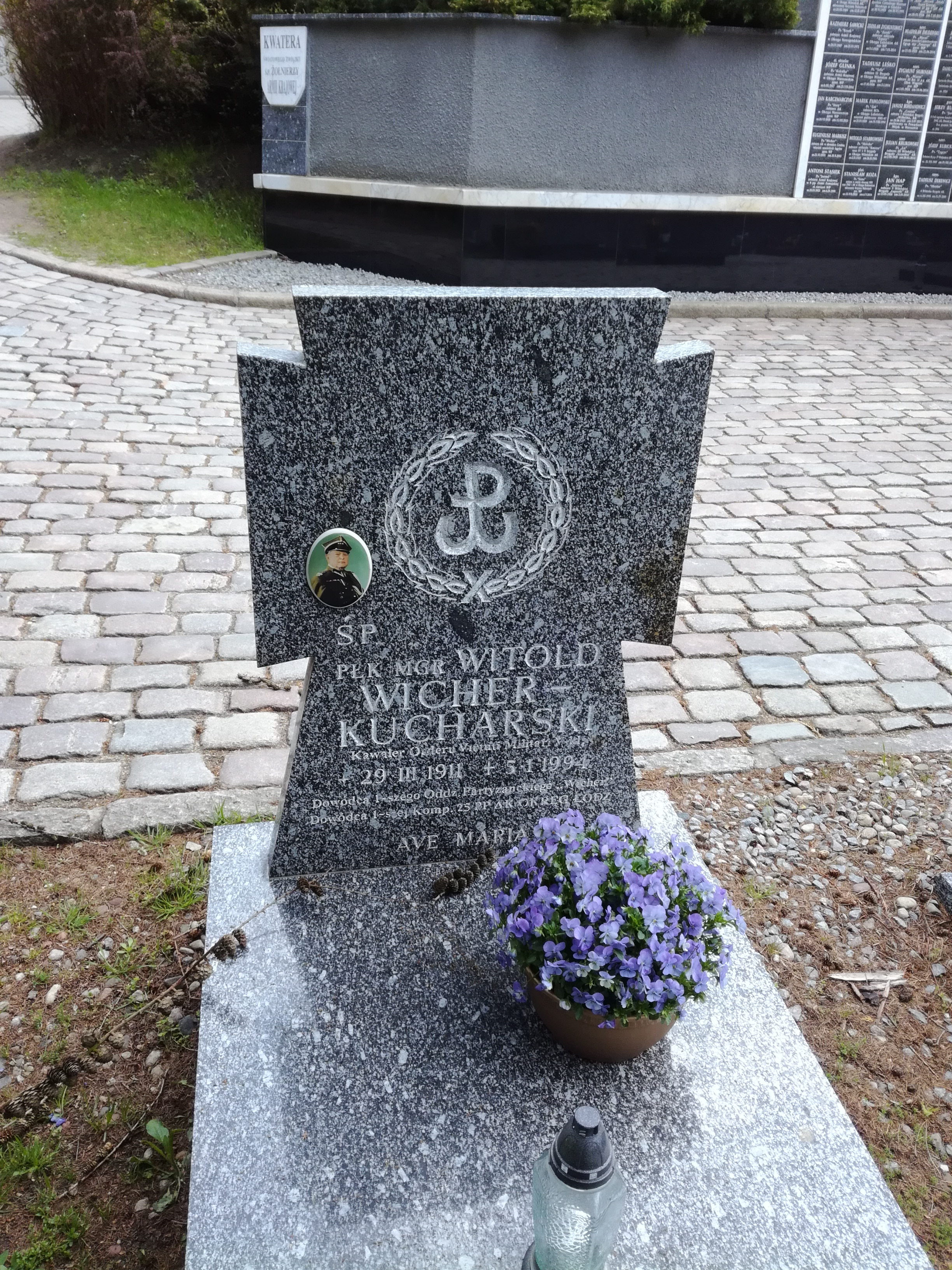
Grób płka Witolda Kucharskiego na cmentarzu Łostowickim

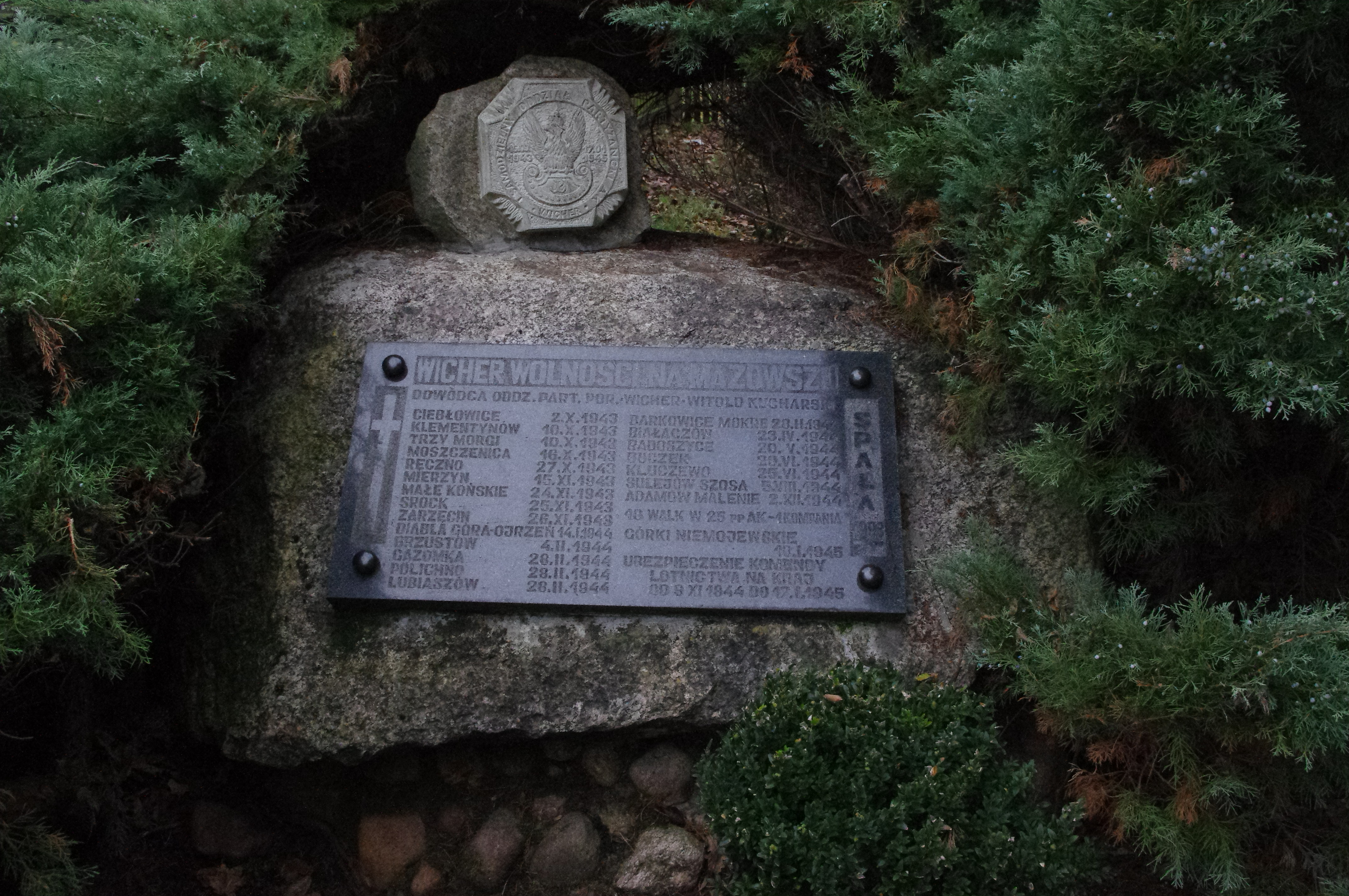
Tablica upamiętniająca Witolda Kucharskiego i innych bohaterów II wojny światowej przed kościołem w Spale

Witold Eustachy Kucharski ps. Wicher (ur. 29 marca 1911 w Bałachanach, zm. 5 stycznia 1994 w Londynie) – pułkownik Wojska Polskiego, kawaler Orderu Virtuti Militari, radca prawny.

## Życiorys
Na stopień podporucznika został mianowany ze starszeństwem z 1 stycznia 1938 i 953. lokatą w korpusie oficerów rezerwy piechoty.
Po klęsce kampanii wrześniowej w konspiracji w SP i ZWZ a od chwili powołania Armii Krajowej 14 lutego 1942 walczył w jej strukturach.
Po buncie w partyzanckim oddziale „Trojan” utworzył 25 września 1943 1. Samodzielny Oddział Partyzancki „Wicher”. Terenem działania oddziału były głównie powiaty Piotrków Trybunalski, opoczyński i konecki, na terenie których posiadał rozwinięte struktury konspiracyjne np. Petrykozy, Ruski Bród oraz sąsiednie powiaty.
11 października 1943 roku wraz z oddziałem Gwardii Ludowej im. gen. Bema przeprowadził udany atak na umocnioną wieś niemieckich kolonistów – Klementynów. Za wspólną akcję z oddziałem GL otrzymał naganę od swych zwierzchników a grupa jego żołnierzy przeszła do oddziału Gwardii Ludowej.
W lipcu 1944 w nowo powstałym 25 pułku piechoty AK im. Ziemi Piotrkowsko-Opoczyńskiej został dowódcą pierwszej kompanii a następnie szefem sztabu tegoż pułku.
Dowodząc oddziałem „Wicher” od chwili jego utworzenia do rozformowania 17 stycznia 1945 przeprowadził 44 bitwy i potyczki, nie ponosząc większych strat, a wraz z 25 pułkiem piechoty stoczył jeszcze dwanaście walk. W czasie jednej z potyczek, dowodzony przez Witolda Kucharskiego oddział ciężko ranił dowódcę 62. zmotoryzowanego plutonu żandarmerii niemieckiej Alberta Schustera zwanego Katem Łysogór. 
W styczniu 1945 otrzymał kapitański awans.
5 marca 1977 były komendant Okręgu Łódź pułkownik Michał Stempkowski wręczył Kucharskiemu szablę oficerską za zasługi bojowe. W 1992 został awansowany na stopień podpułkownika.
Po wojnie zamieszkał w Gdańsku, gdzie ukończył Podyplomowe Studium Prawa Morskiego Uniwersytetu Gdańskiego (w 1972) i był radcą prawnym. Pod koniec życia wyjechał do Wielkiej Brytanii.
Zmarł 5 stycznia 1994 w Londynie. Został pochowany na Cmentarzu Łostowickim w Gdańsku.

## Upamiętnienie
Imię płk. W. Kucharskiego „Wichra” nosi Szkoła Podstawowa w Błogiem Rządowem.

## Ordery i odznaczenia
- Krzyż Srebrny Orderu Wojennego Virtuti Militari
- Krzyż Walecznych – dwukrotnie
- Złoty Krzyż Zasługi z Mieczami
- Krzyż Partyzancki
- Krzyż Armii Krajowej
- Medal Wojska – czterokrotnie
- Medal za Warszawę 1939–1945